# 빌헬름 리스트
빌헬름 리스트(독일어: Wilhelm List, 1880년 5월 14일-1971년 8월 17일)는 독일의 군인이다. 제2차 세계 대전에서 원수까지 승진했다.
1939년 2차대전 개전 당시 제14군을 이끌고 폴란드 침공에 참여했다. 1939년-1941년에는 프랑스와 그리스에서 제12군을 지휘했다. 1941년에는 남동방면 총사령관이 되었다. 1942년 7월 동부전선 A 집단군 최고지휘관이 되어 소련과 싸웠다.
전쟁 이후 리스트는 1947년 인질 재판에서 인도에 반한 죄 및 전쟁범죄로 기소되어 유죄 판결을 받고 종신형을 선고받았다. 하지만 조기 석방되었고 1971년 죽었다.
| 전임 (신설) | 제1대 제14군 최고지휘관 1939년 8월 1일-1939년 10월 13일 | 후임 대장 에버하르트 폰 마켄젠 |

| 전임 (신설) | 제1대 제12군 최고지휘관 1939년 10월 13일-1941년 10월 29일 | 후임 대장 발터 쿤체 |

| 전임 야전원수 게르트 폰 룬트슈테트 | 제2대 A 집단군 최고지휘관 1942년 7월 10일-1942년 9월 10일 | 후임 지도자 겸 국가수상 아돌프 히틀러 |